# Sénéchaussée de Montpellier
La sénéchaussée de Montpellier était une circonscription judiciaire de l'ancien régime, créée en 1551 par distraction de la sénéchaussée de Beaucaire. Le siège était à Montpellier.
Son territoire comprenait :
- le diocèse de Montpellier, sauf les communautés d'Aniane, la Boissière et Puéchabon ;
- appartenant au diocèse d'Alès : Ferrières-les-Verreries, Montoulieu et Moulès-et-Baucels ;
- appartenant au diocèse de Nîmes : Claret, Sauteyrargues et Vacquières ;
- appartenant au diocèse de Béziers, 11 communautés à leur choix : Adissan, Aumelas, Paulhan, Plaissan, Popian, le Pouget, Pouzols, Saint-Amans-de-Teulet, Saint-Bauzille-de-la-Sylve, Tressan et Vendémian.

## Députés aux États généraux de 1789
Sénéchaussée principale sans secondaire (4 députés).
Clergé
- 1. Joseph François de Malide, évêque de Montpellier.

Noblesse
- 2. Charles-Marie de Barbeyrac de Saint-Maurice, chevalier, seigneur de Saint-Annès, le Ranc, et autres lieux.

Tiers état
- 3. Thomas Verny, citoyen de Clermont-Lodève, avocat au parlement de Toulouse, membre de l'Académie des Jeux floraux.
- 4. Jacques Jac, avocat à Quissac.

Suppléants (5 députés).
Clergé
- 1. Louis Delmas, curé de Villevieille.

Noblesse
- 2. Jean-Jacques-Régis de Cambacérès, chevalier, conseiller à la Cour des aides de Montpellier.
- 3. Cadolle (Charles-Joseph, comte de), chevalier, marquis de Durfort, coseigneur en paréage avec le roi de la ville de Lunel.

Tiers état
- 4. Antoine Allut, fils aîné, bourgeois, demeurant à Montpellier.
- 5. Pierre Joseph Cambon, négociant à Montpellier.